# Добросав Кнез Милојковић
Добросав Кнез-Милојковић (Алексинац, 2. септембар 1865 – Алексинац, 20. јул 1941) је био српски хемичар, један од пионира ове науке у Србији, и потомак Милојка Ивковића, јунака приликом борби за ослобођење од Турака.

## Биографија
Добросав се родио 1865, у једној од најбогатијих и најугледнијих алексиначких породица. Његов деда Кнез Милојко из Бовна истакао се у борби за припајање Србији пограничних нахија, због чега га је Кнез Милош прогласио првим "алексиначким капетаном". Од овог трговца, па јунака настала је чувена породица Кнез-Милојковић. Добросављева сестра је била чувена књижевница Јелена Ј. Димитријевић, она је тајно посећивала хареме, јавно иступала као феминисткиња и написала први женски путопис у модерној српској књижевности. Живео је у Београду са супругом Косаром Костић Албанез , чији је предак држао чувену кафану Албанија на Теразијама. Са њом је имао сина Милисава (рођен крајем 19. века). ћерку Добрилу (рођену 1900) и сина Михајла (1904/5). Његова ћерка је била чувена добротворка и можда шпијунка Добрила Главинић Кнез-Милојковић. Умро је 20. јула 1941. у родном Алексинцу неколико месеци након што су Немци окупирали град.Његовог млађег сина стрељале су комунистичке власти као сарадника окупатора, односно четничког Делиградског корпуса , наводно им је давао новчану помоћ у селу Мозгову. Након смакнућа комунисти су конфисковали сву имовину ове породице, а у некадашњој вили Добросава сада се налази Дом за незбринуту децу "Христина Маркишић".

## Научни рад
Добросав се школовао у Бечу где је завршио студије фармације, а 1893. је одбранио докторску дизертацију "О кристалној води у солима метил-етил сирћетне киселине". Био је државни хемичар више од тридесет година, и о трошку државе специјализирао судско-медицинску хемију. био је међу десеторицом оснивача Српског хемијског друштва које и данас постоји. био је такође спортиста и мачевалац.